# Козохта
Козохта — село в Череповецком районе Вологодской области на реке Малый Южок.
Входит в состав Югского сельского поселения (с 1 января 2006 года по 8 апреля 2009 года входило в Сурковское сельское поселение), с точки зрения административно-территориального деления — в Сурковский сельсовет.
Расстояние до районного центра Череповца по автодороге — 26 км, до центра муниципального образования Нового Домозерова по прямой — 6 км. Ближайшие населённые пункты — Долгуша, Горка, Жары.
По переписи 2002 года население — 5 человек.